# Jesper Kyd
Jesper Kyd (ur. 3 lutego 1972 w Hørsholm w Danii) – duński kompozytor muzyki do gier komputerowych oraz filmów. Jego twórczość łączy w sobie elementy ambientu, elektroniki oraz muzyki symfonicznej. Za swoje kompozycje otrzymał szereg nagród. W młodości udzielał się na demoscenie jako członek legendarnej amigowej grupy The Silents, w środowisku scenowym zdobył spore uznanie i stworzył świetne soundtracki do takich dem jak chociażby Hardwired grupy Crionics&The Silents. Najbardziej znany ze skomponowania muzyki do serii gier Hitman oraz Assassin’s Creed.

## Lata młodości
Jako dziecko Kyd rozpoczął naukę gry na pianinie. Później brał również lekcje gitary, śpiewu oraz czytania nut. Kyda od zawsze pociągało tworzenie muzyki, a nie tylko „odgrywanie” kompozycji innych. W wieku 14 lat jego zainteresowanie komponowaniem wzrosło wraz z otrzymaniem Commodore'a 64, na którym mógł wreszcie bez większego problemu pisać swoje pierwsze melodie. W międzyczasie zainteresował się również sceną demo, gdzie mógł się wykazać tworząc dla różnych grup demosceny. Kilka lat później zaczął tworzyć na Amidze, która miała dużo lepsze 
możliwości przetwarzania dźwięku niż Commodore. Odtąd Jesper mógł komponować muzykę z samplami. Został, wraz ze swoim najlepszym przyjacielem i współpracownikiem Mikaelem Balle'em, członkiem demogrupy Silents DK, a po pewnym czasie rozpoczął współpracę z grupą znaną pod nazwą crionics, co znacząco wpłynęło na jego późniejszą karierę już jako profesjonalnego kompozytora. W końcu wziął udział w legendarnej produkcji demo stworzonej na Amidze - Hardwired - do której stworzył muzykę (Global Trash 2).

## Stabilizacja kariery
Po tym wydarzeniu Jesper Kyd postanowił zakończyć przygodę z demosceną i skupił się na profesjonalnym komponowaniu. On i jego przyjaciele, z którymi współpracował podczas tworzenia Hardwired, założyli firmę „Zyrinx” i rozpoczęli pracę nad grą „Subterrania for the Sega Genesis” – Kyd odpowiedzialny był za muzykę. Gra została przyjęta z umiarkowanym entuzjazmem, choć niektórzy mówili o niej „jedna z najlepszych”. Po komercyjnym sukcesie gry, Kyd i reszta grupy przeniosła się do Bostonu. Kyd stworzył muzykę jeszcze do dwóch kolejnych tytułów Zyrinx: „Red Zone” i „Scorcher”, oraz do dwóch innych gier - „Amok” oraz „The Adventures of Batman and Robin”, zanim wydawca ich gier, Scavenger, zbankrutował, wymuszając na grupie Zyrinx rozwiązanie.

## Praca niezależna
Po rozwiązaniu Zyrinxu, większość jego członków powróciło do Danii, rozpoczynając współpracę pod szyldem IO Interactive. Jesper Kyd zdecydował się wyjechać do Nowego Jorku i założył własną niezależną wytwórnię w Manhattanie, „Nano studios”. Z pomocą znajomości w branży muzycznej, Kyd szybko odniósł sukces jako niezależny kompozytor muzyki do gier komputerowych, choć niełatwo mu to przyszło. Od początku planował współpracę z grupą IOI.

## Przełom
Jesper Kyd zaczął być rozpoznawalny, jego zdaniem, po wydaniu „MDK2: Armageddon” grupy Bioware, „Messiah” od Shiny oraz Hitman: Codename 47 grupy IOI. Wszystkie wydane w tym samym czasie, odniosły ogromny sukces, na czele z Hitmanem.
Muzyka do Hitmana bazowała na odgłosach miasta oraz instrumentach etnicznych. Od razu skupiła na sobie uwagę wielu pism na całym świecie. MP3.COM napisało: „Motyw główny z gry Hitman jest bezspornie jednym z najlepszych utworów muzycznych dla gier na świecie”. 
Jego następnym krokiem milowym było nagranie muzyki do drugiej części Hitmana, przy współpracy z budapeszteńską orkiestrą symfoniczną i chórem. „Muzyka z najlepszych wysokobudżetowych filmów akcji nie poruszy nikogo tak bardzo jak muzyka z Hitmana 2” - napisało IGN.
Jego następny soundtrack zawierał bardzo klimatyczną i wręcz „heroiczną” muzykę do gry Freedom Fighters. Tę muzykę nagrał współpracując z chórem Radia Węgierskiego (Hungarian Radio). To dało mu pozycję jednego z czołowych innowacyjnych kompozytorów muzyki do gier komputerowych.
Billboard Digital Entertainment Awards nominowało go do nagrody „Best Use of Soundtrack” w czasie gdy od Game Audio Network Guild Awards otrzymał nominację do nagrody „Best Original Vocal Song – Choral”. Czołowa strona traktująca o grach komputerowych, GameSpot, przyznała 
płycie nagrodę „Best Music of the Year”.
Unikalne połączenie nowoczesnej muzyki elektronicznej oraz symfonicznej ze śpiewami chóralnymi zastosowanymi w muzyce do Hitman: Kontrakty zebrało pozytywną opinię międzynarodowej krytyki jako jedna z przełomowych, najbardziej oryginalnych kompozycji. 
„Wielu próbowało stworzyć z muzyki do gry komputerowej bardziej poważne doświadczenie muzyczne. Ale tylko niewielu udało się to w takim stopniu jak Jesperowi Kydowi” - pisze EQ Magazine.
Inne prace Kyda to między innymi muzyka do gry anime „Robotech: Invasion”, elementów filmowych Tom Clancy’s Splinter Cell: Chaos Theory oraz całości oprawy muzycznej gry Hitman: Blood Money, która przedstawia pompatyczną muzykę okriestrową i chóralną, w tworzeniu której wzięło udział 150 muzyków z Budapeszteńskiej Orkiestry Symfonicznej i chóru Radia Węgierskiego, z dodatkiem muzyki elektronicznej.
Jego aktualne produkcje to muzyka do MMORPGa The Chronicles Of Spellborn, Unreal Tournament III.
Obecnie Jesper mieszka w Los Angeles, gdzie pracuje nad własnym albumem, „Deftronic”, który jest opisywany jako klimatyczny album z muzyką elektroniczną. Album jest produkowany przez jego samego oraz przez Jeffa Blenkinsoppa, który współpracował między innymi z Pink Floyd, The Who, Emerson, Lake and Palmer i Vangelis.

## Praca
Jak widać Kyd komponuje muzykę do wielu rodzaju mediów, poniżej przegląd jego produkcji.
Gry
- 1989 - USS John Young
- 1993 - AWS Pro Moves Soccer
- 1993 - Subterrania
- 1994 - Red Zone
- 1995 - Adventures of Batman and Robin
- 1996 - Amok
- 1996 - Scorcher
- 1999 - Time Tremors
- 2000 - Soldier (niewydane)
- 2000 - MDK2
- 2000 - Messiah
- 2000 - Hitman: Codename 47
- 2001 - The Nations: Alien Nations 2
- 2001 - Shattered Galaxy
- 2002 - Minority Report: The Video Game
- 2002 - Hitman 2: Silent Assassin
- 2003 - Brute Force
- 2003 - Freedom Fighters
- 2004 - McFarlane's Evil Prophecy
- 2004 - Hitman: Contracts
- 2004 - Robotech: Invasion
- 2004 - Dance Dance Revolution ULTRAMIX 2 (utwory: „59 -remix-”, „Istanbul café”, oraz „Red Room”)
- 2006 - Gears of War (muzyka koncepcyjna)
- 2006 - Splinter Cell: Chaos Theory (kinematyka)
- 2006 - Hitman: Blood Money
- 2007 - Kane & Lynch: Dead Men
- 2007 - Unreal Tournament 3 (razem z Romem Di Prisco)
- 2007 - Assassin’s Creed
- 2008 - The Club (główny utwór)
- 2008 - The Chronicles of Spellborn
- 2009 - Borderlands
- 2009 - Assassin’s Creed II
- 2010 - Assassin’s Creed: Brotherhood
- 2011 - Assassin’s Creed: Revelations (razem z Lornem Balfe)
- 2011 - Forza Motorsport 4
- 2012 - Soulcalibur V (zawiera remix utworu „Venice Rooftops” z Assassin’s Creed II)
- 2012 - Heroes & Generals
- 2012 - Darksiders II
- 2012 - Borderlands 2
- 2017 - Mu legend
- 2020 - Assassin's Creed Valhalla (razem z Sarah Schachner i Kvitrafn)
- 2022 - Warhammer 40,000: Darktide

Filmy
- 2002 - Death of a Saleswoman
- 2002 - Pure
- 2003 - Night All Day
- 2006 - Sweet Insanity
- 2007 - Męczeństwo Joanny d’Arc (1928, new score)
- 2008 - Year Zero
- 2008 - Staunton Hill
- 2010 - A Perfect Soldier

Krótkie filmy
- 2000 - Organizm
- 2001 - The Lion Tamer
- 2001 - Going with Neill
- 2002 - Day Pass
- 2002 - Paper Plane Man
- 2002 - Pure
- 2003 - Cycle
- 2006 - Impulse
- 2006 - Virus
- 2010 - The Auctioneers
- 2011 - Somnolence

' Seriale telewizyjne 
- 2009 - The Resistance
- 2012 - Métal Hurlant Chronicles

Trailery
- Gra o tron
- Conan Barbarzyńca 3D
- Assassin’s Creed TV launch trailer
- Assassin’s Creed cello TV trailer
- Gears of War E3 trailer
- V jak vendetta (Warner Bros. Pictures)
- Hitman: Blood Money TV trailers
- Hitman: Contracts TV trailers
- Hitman 2: Silent Assassin TV trailers

## Nagrody i nominacje
- 2002 Bolt Games - Bolt Games Music Award
- 2002 Action Vault - Outstanding Achievement In Music
- 2002 IGN - Best Sound Nomination
- 2002 X-Sages - Soundtrack of the Year Nomination
- 2002 GameSpot - Best Original Soundtrack of the Year Nomination
- 2002 Games Agent - Best Original Soundtrack Winner
- 2003 PSE2 Editor's Choice GOLD - Hitman 2 Soundtrack CD
- 2003 Game Reactor - Best Original Soundtrack Winner
- 2003 GameSpot - Best Soundtrack of the Year Winner
- 2004 PSE2 Editor's Choice GOLD - Hitman Contracts Soundtrack CD
- 2004 3 G.A.N.G. Nominations
- 2004 IGN - Best Soundtrack Nomination
- 2004 Billboard Awards Best Music Nomination 2004
- 2005 PSE2 Editor's Choice GOLD - Freedom Fighters Soundtrack CD
- 2005 G.A.N.G. Winner Best Music for Cinamatic/Cut Scene
- 2005 BAFTA - Winner Best Original Music Award (British Academy Award)
- 2006 4 G.A.N.G. Nominations Including Music of the Year
- 2006 Golden Joystick Awards - Best Game Soundtrack Nomination
- 2006 IGN Best Original Score Winner
- 2006 MTV Video Music Awards - Best Video Game Score Nomination
- 2007 3 G.A.N.G. Nominations, including Music of the Year
- 2007 GameSpot - Best Video Game Score Nomination
- 2008 ELAN Awards - Best Video Game Score Winner